# Karajkkal
Karajkkal (tam. காரைக்கால்; ang. Karikal, Karaikal; fr. Kârikâl) – miasto w południowo-wschodnich Indiach, w terytorium związkowym Puducherry, położone nad Zatoką Bengalską. W 2011 roku liczba mieszkańców miasta wynosiła 86 838. W przeszłości miasto było francuską posiadłością kolonialną, wchodzącą w skład Indii Francuskich.